# Zen Arcade
Zen Arcade — второй студийный альбом американской панк-рок-группы Hüsker Dü, выпущенный 1 июля 1984 года на лейбле SST Records. Альбом содержит элементы джаза, психоделии, фолка, поп-музыки и фортепианных интерлюдий, ранее неслыханных концепций в мире хардкор-панка. Первоначально выпущенный как двойной альбом, Zen Arcade повествует об истории молодого парня, который убегает из нерадостной домашней жизни, но обнаруживает, что мир снаружи ещё хуже.
Zen Arcade и последующие альбомы Hüsker Dü сыграли важную роль в становлении альтернативного рока. Позже группа целиком откажется от эстетики хардкор-панка в сторону постхардкорного мелодичного, гитарного альтернативного рока. Несмотря на то, что, альбому не сопутствовал коммерческий успех, Zen Arcade оказал огромное влияние на андерграундную сцену 1980-х, а также часто входит в списки лучших рок-альбомов и продолжает иметь статус культовой записи.

## Предыстория
Hüsker Dü стали известны на американской инди-сцене начала 1980-х как быстрая, агрессивная хардкор-панк-группа. Они были первым коллективом родом не из Западного побережья, который подписал контракт с калифорнийским инди-лейблом SST Records, который в то время специализировался на издании записей хардкор-групп, особенно Black Flag. Однако музыка трио становилась всё более мелодичной с каждым новым альбомом. Такие песни, как «Diane» (из мини-альбома Metal Circus), правдивая история об изнасиловании и убийстве молодой женщины, освещали темы, не затрагиваемые хардкором в то время. Группа показала свой интерес к року 1960-х, записав кавер на песню The Byrds «Eight Miles High».
В 1983 году в интервью со Стивом Альбини вокалист и гитарист Боб Моулд сказал Альбини: «Мы попытаемся сделать что-то большее, чем что-то вроде рок-н-ролла и большой ничтожной идеи гастролирующей группы. Я не знаю, что это будет, мы должны это обсудить, но это выходит за рамки всей идеи "панк-рока" или чего-то ещё».
Летом 1983 года группа начала репетировать в рамках подготовки к альбому в церкви, которая стала панк-берлогой в Сент-Поле, Миннесота. Коллектив обсудил темы для песен и музыкальные идеи во время джем-сейшнов, которые длились несколько часов.

## Запись альбома
После того, как был издан их мини-альбом Metal Circus, Hüsker Dü отправились в студию Total Access, расположенную в Редондо-Бич, Калифорния, чтобы записать их следующий альбом вместе со Спотом, продюсером SST Records. За 40 часов группа записала 25 песен, причем все, кроме двух («Something I Learned Today» и «Newest Industry») были записаны с первого раза. Затем весь альбом был сведён в одну 40-часовую запись. Запись и продюсирование всего альбома заняло 85 часов и это стоило группе 3,200 долларов. Во время записи группа сотрудничала с андерграундными ровесниками. Песня «What's Going On» содержит бэк-вокал бывшего вокалиста Black Flag Дез Кадена, которого Hüsker Dü пригласили специально для записи.

## Отзывы критиков
| Оценки критиков                   | Оценки критиков |
| Источник                          | Оценка          |
| --------------------------------- | --------------- |
| AllMusic                          | [ 14 ]          |
| Chicago Tribune                   | [ 15 ]          |
| The Encyclopedia of Popular Music | [ 16 ]          |
| The Great Rock Discography        | 9/10            |
| MusicHound Rock                   | [ 18 ]          |
| Q                                 | [ 19 ]          |
| Rolling Stone                     | [ 20 ]          |
| The Rolling Stone Album Guide     | [ 21 ]          |
| Spin Alternative Record Guide     | 10/10           |
| The Village Voice                 | A−              |

После издания Zen Arcade получил положительные отзывы во многих мейнстрим-журналах, включая NME, The New York Times и Rolling Stone. Дэвид Фрике из Rolling Stone описал Zen Arcade как «хардкор, который ближе всех к опере... своего рода трэш-Quadrophenia».
В 2016 году альбом был включён в список 40 величайших панк-альбомов всех времён по версии журнала Rolling Stone, где занял 13 место.

## Список композиций
| №  | Название                     | Автор(ы)   | Длительность |
| -- | ---------------------------- | ---------- | ------------ |
| 1. | «Something I Learned Today»  | Боб Моулд  | 1:58         |
| 2. | «Broken Home, Broken Heart»  | Моулд      | 2:01         |
| 3. | «Never Talking to You Again» | Грант Харт | 1:39         |
| 4. | «Chartered Trips»            | Моулд      | 3:33         |
| 5. | «Dreams Reoccurring»         | Hüsker Dü  | 1:40         |
| 6. | «Indecision Time»            | Моулд      | 2:07         |
| 7. | «Hare Krsna»                 | Hüsker Dü  | 3:33         |

| №   | Название                | Автор(ы)     | Длительность |
| --- | ----------------------- | ------------ | ------------ |
| 8.  | «Beyond the Threshold»  | Моулд        | 1:35         |
| 9.  | «Pride»                 | Моулд        | 1:45         |
| 10. | «I'll Never Forget You» | Моулд        | 2:06         |
| 11. | «The Biggest Lie»       | Моулд        | 1:58         |
| 12. | «What's Going On»       | Харт         | 4:23         |
| 13. | «Masochism World»       | Харт / Моулд | 2:43         |
| 14. | «Standing by the Sea»   | Харт         | 3:12         |

| №   | Название                           | Автор(ы)     | Длительность |
| --- | ---------------------------------- | ------------ | ------------ |
| 15. | «Somewhere»                        | Харт / Моулд | 2:30         |
| 16. | «One Step at a Time»               | Харт / Моулд | 0:45         |
| 17. | «Pink Turns to Blue»               | Харт         | 2:39         |
| 18. | «Newest Industry»                  | Моулд        | 3:02         |
| 19. | «Monday Will Never Be the Same»    | Моулд        | 1:10         |
| 20. | «Whatever»                         | Моулд        | 3:50         |
| 21. | «The Tooth Fairy and the Princess» | Моулд        | 2:43         |

| №   | Название             | Автор(ы)  | Длительность |
| --- | -------------------- | --------- | ------------ |
| 22. | «Turn on the News»   | Харт      | 4:21         |
| 23. | «Reoccurring Dreams» | Hüsker Dü | 13:47        |

## Участники записи
Hüsker Dü
- Боб Моулд — вокал, электрогитара, акустическая гитара, фортепиано, бас-гитара, перкуссия, бэк-вокал
- Грэг Нортон — бас-гитара, бэк-вокал
- Грант Харт — ударные, вокал, перкуссия, фортепиано, бэк-вокал

Приглашённые музыканты
- Дез Кадена — бэк-вокал («What's Going On»)